# Geografie San Marina

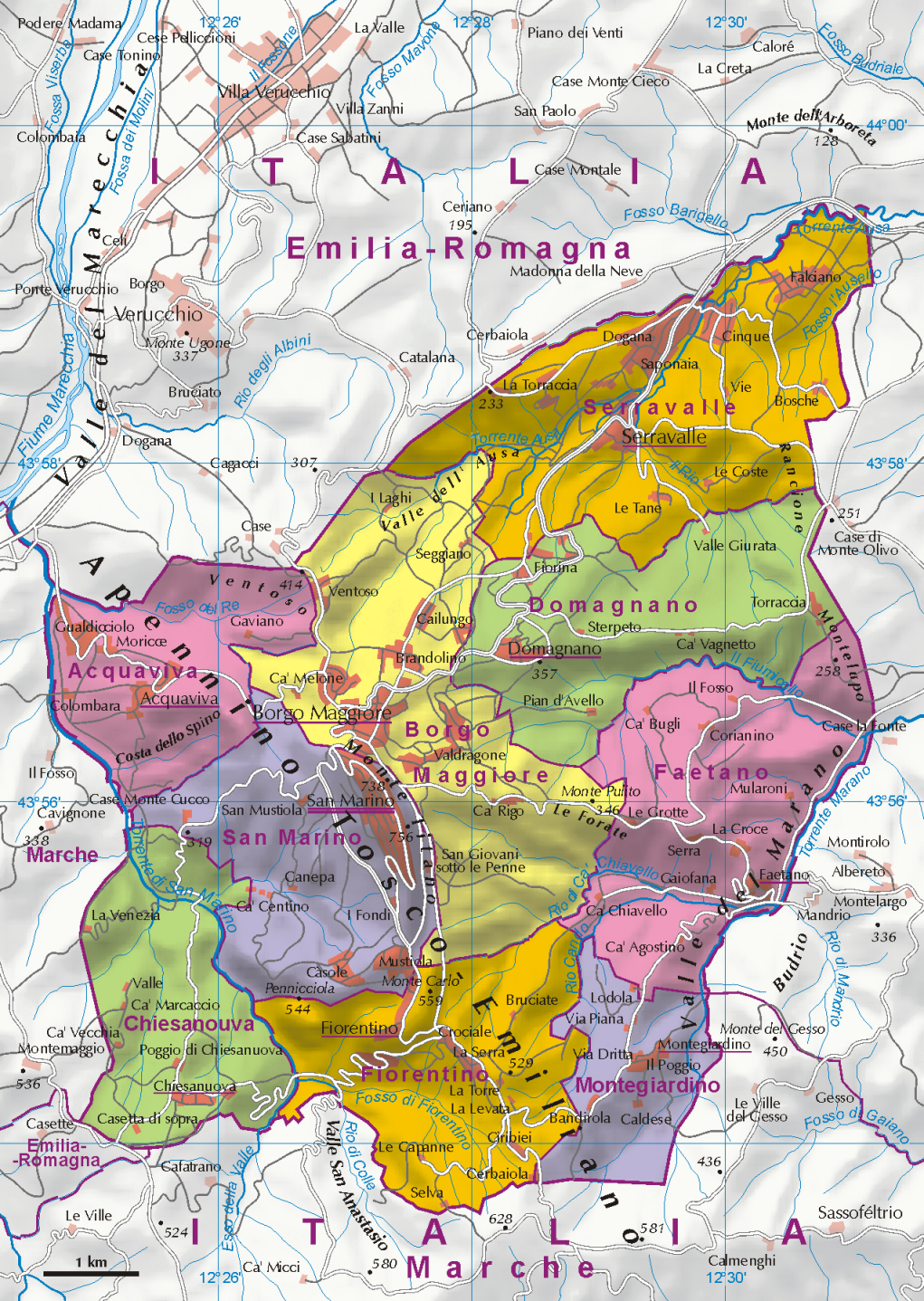
Mapa San Marina

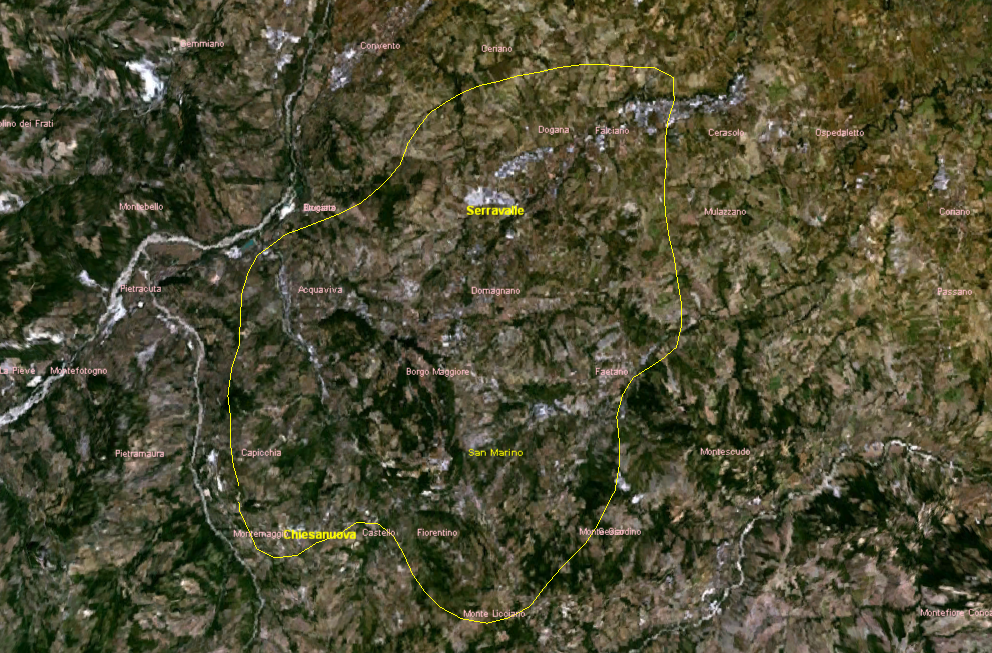
Satelitní snímek

San Marino se nachází v jižní Evropě. Je to vnitrozemská enkláva ve střední Itálii, se kterou má hranici v délce 39 km. Po Vatikánu a Monaku je to třetí nejmenší nezávislý stát v Evropě. Dominují mu Apeniny. Nachází se na 43°56′24″ s. š., 12°27′36″ v. d. a má rozlohu 61,2 km². Celé San Marino je hornaté, pouze 17 % území tvoří orná půda. Zemí protéká několik řek, z nichž největší je Ausa, Marano a řeka San Marino.

## Podnebí
Podnebí San Marina je vlhké subtropické (Köppenova klasifikace podnebí: Cfa) s kontinentálními vlivy. Jsou zde teplá léta a chladné zimy, které jsou pro vnitrozemské oblasti středního Apeninského poloostrova typické. Sněhové srážky jsou běžné a téměř každou zimu vydatné, zejména nad 400–500 m n. m.

## Politická geografie
San Marino je rozděleno do 9 castelli neboli obcí. Jsou to:
- Acquaviva
- Borgo Maggiore
- Chiesanuova
- Domagnano
- Faetano
- Fiorentino
- Montegiardino
- San Marino (Città di San Marino), hlavní město
- Serravalle

## Chráněné oblasti
San Marino nemá od listopadu 2016 žádné chráněné oblasti a nemá žádné ohrožené druhy.

### Mezinárodní právo
San Marino přijalo Úmluvu o mezinárodním obchodu s ohroženými druhy volně žijících živočichů a planě rostoucích rostlin, dodržuje Mezinárodní úmluvu o regulaci lovu velryb a ratifikovalo Úmluvu o světovém dědictví. Je členem Mezinárodní námořní organizace a IPCC. Je signatářem Úmluvy o biologické rozmanitosti.

### Domácí právo
Přestože San Marino nemá žádné oficiální chráněné oblasti, má zákon zakazující kácet jakýkoli strom o průměru větším než 10 centimetrů, což znamená, že většina stromů v zemi je právně chráněna. 16 % území tvoří lesy, převážně duby a další listnáče jako dub pýřitý, jasan zimnář, habrovec habrolistý, javor syrský, dub cer, dub cesmínovitý, topol černý a vrba bílá. Badlands tvoří pouhá 4 % území země a méně než 1 % pokrývají řeky.